# فريدريك ستور
فريدريك ستور (بالسويدية:Fredrik Stoor), من مواليد مدينة ستوكهولم عاصمة السويد في يوم (28 فبراير 1984).
لاعب كرة قدم سويدي مدافع أيمن، بدأ اللعب مع نادي هاماربي في ستوكهولم سنة (1996-2006), وبعدها إلى روزنبرغ النرويجي.

## مسيرته الكروية
لعب فريدريك ستور خلال مسيرته الاحترافية مع 8 أندية في خمسة عشر موسمًا وسجل خلالها هدفين أثنين ضمن 181 مباراة. ولم يفز بأي موسم بالكأس أو بالدوري.
خاض فريدريك ستور مسيرته مع نادي هاماربي لكرة القدم في موسم 2003 ليلعب معه أربعة مواسم، مشاركًا في 51 مباراة سجل خلالها هدفين. ثم انتقل إلى نادي روسنبورغ في عامي 2007-2009 ولمدة موسمين، حيث شارك في 30 مباراة ولم يسجل أي هدف. لينتقل بعدها إلى نادي فولهام في موسم 2008–09 واستمر معه طيلة ثلاثة مواسم، مشاركًا في 4 مباريات ولم يسجل أي هدف أيضًا. ثم انتقل إلى نادي فوليرينغا ما بين عامي 2011 و2012 لمدة موسم واحد، مشاركًا في 15 مباراة ولم يسجل أي هدف أيضًا. هذا وانتقل لاحقًا إلى نادي ليلستروم في عامي 2012-2014 ولمدة موسمين، مشاركًا في 44 مباراة ولم يسجل أي هدف أيضًا. ثم انتقل بعدها إلى نادي فيبورج في موسم 2013–14 لمدة موسم واحد، مشاركًا في 3 مباريات ولم يسجل أي هدف أيضًا. ليعود وينتقل من جديد، لكن هذه المرة إلى نادي برومابويكارنا ما بين عامي 2015 و2016 لمدة موسم واحد، مشاركًا في 23 مباراة ولم يسجل أي هدف أيضًا.

## روابط خارجية
- فريدريك ستور على موقع الاتحاد الدولي (مؤرشف)  (الإنجليزية)
- فريدريك ستور على موقع الاتحاد الأوربي (الإنجليزية)
- فريدريك ستور على موقع اتحاد السويد (السويدية)
- فريدريك ستور على موقع قاعدة بيانات كرة القدم.إي يو (الإنجليزية)
- فريدريك ستور على موقع ناشيونال فوتبول تيمز (الإنجليزية)
- فريدريك ستور على موقع Soccerbase.com (لاعب) (الإنجليزية)
- فريدريك ستور على موقع Soccerway.com (الإنجليزية)
- فريدريك ستور على موقع عالم كرة القدم.نت (الإنجليزية)
- فريدريك ستور على موقع كووورة